# Peter Aaser
Peter Hansen Aaser, född 4 augusti 1848, död 23 juli 1923, var en norsk läkare.
Aaser var överläkare vid Ullevåls epidemisjukhus och lärare i epidemiologi 1891-1915, från 1916 föreståndare för norska medicinalstyrelsens laboratorier, medicine hedersdoktor vid Lunds universitet 1918. 
Aaser var Norges förste och ledande serolog; han framställde tidigt serum framför allt mot difteri och epidemisk hjärnhinneinflammation. Aaser författade ett flertal arbeten i bakteriologi och serologi och planlade före sin död det nya norska seruminstitutet.